# Живко Џувер
Живко Џувер (Ограђеница, код Пљеваља, март 1919 — Расно, код Пријепоља, 1. новембар 1944), учесник Народноослободилачке борбе и народни херој Југославије.

## Биографија
Рођен је марта 1919. године у селу Ограђеница, код Пљеваља. Потицао је из сиромашне сељачке породице. Отац Милан му је рано преминуо, што је додатно отежало материјално тање продице, па се одмалена морао суочавати са тешкоћама. Морао је радити многе кућне послове. И поред свих тешкоћа био је одличан ђак. Основну школу је завршио у родном селу, а гимназију је учио у Пљевљима. 
Услед тешких услова живота, врло брзо се придружио револуционарном омладинском покрету, а већ у петом разреду гимназије професори су запазили његов немирни и бунтовни дух. Истакао се у штрајку ученика пљеваљске гимназије, 1939. године. Током 1941. године примљен је у чланство Комунистичке партије Југославије (КПЈ). 
После окупације Југославије, активно је учествовао учествовао у припремама за устанак – 
прикупљању и скривању оружја и образовању првих борбених група. Био је учесник неуспелог напада на Пљевља, 1. децембра 1941. године. 
После овог неуспеха, у пљеваљском срезу су формиране теренске партизанске јединице. Првих дана јануара 1942. године формирана је Ограђеничко-бобовска партизанска чета, за чијег је политичког комесара изабран Живко. Када је формирана Трећа пролетерска санџачка ударна бригада, јуна 1942. године, Живкова чета је ушла у састав њеног Другог пљеваљског батаљона. Нешто касније Живко је постао заменик политичког комесара Петог батаљона у истој бригади. 
Убрзо после формирања, бригада је, заједно са осталим пролетерским јединицама, пошла на поход у Босанску крајину, вршећи дејства у централној Босни. Већ у првим борбама бригаде на Зеленгори и падинама Бјелашнице, затим код Калиновика, Иван-седла и Брадине, против четника, домобрана и муслиманске милиције, Живко се истицао јунаштвом и све више стицао симпатије бораца свог батаљона. 
У жестоким тродневним борбама за добро утврђени Прозор, упркос снажној непријатељској ватри, међу првима је јуришао и упадао у непријатељске бункере и ровове, наносећи непријатељу велике губитке. У даљим борбама за Горњи Вакуф, Купрес, Ливно и Гламоч, понављао је сличне подвиге. Током Пете непријатељске офанзиве, 1943. године, под јаким притиском немачких и италијанских снага у кањону Пиве, остао је с групом бораца у заштитници батаљона. Тада је био тешко рањен и упућен у Централну болницу. 
После оздрављења, напустио је јединицу и био упућен на политички рад у пљеваљски срез. Био је изабран најпре за члана, а убрзо затим и за секретара Среског комитета КПЈ за Пљевља. Касније је био постављен за политичког комесара Пљеваљског партизанског одреда, и на тој дужности остао све до формирања Пете санџачке ударне бригаде, јуна 1944. године, када је постављен за првог политичког комесара ове бригаде. Веома брзо је стекао поверење и поштовање бораца бригаде, који у њему нису видели само старешину, већ и друга, али и изузетно храброг борца. 
Крајем октобра дошло је до тешких борби против немачких снага код Пријепоља. У борби код села Расно, 1. новембра 1944. године, јуришајући на непријатељске положаје пао је гогођен непријатељским рафалима. 
Указом председника Федеративне Народне Републике Југославије Јосипа Броза Тита, 13. јула 1953. године, проглашен је за народног хероја.